# 薩拉 (芬蘭)

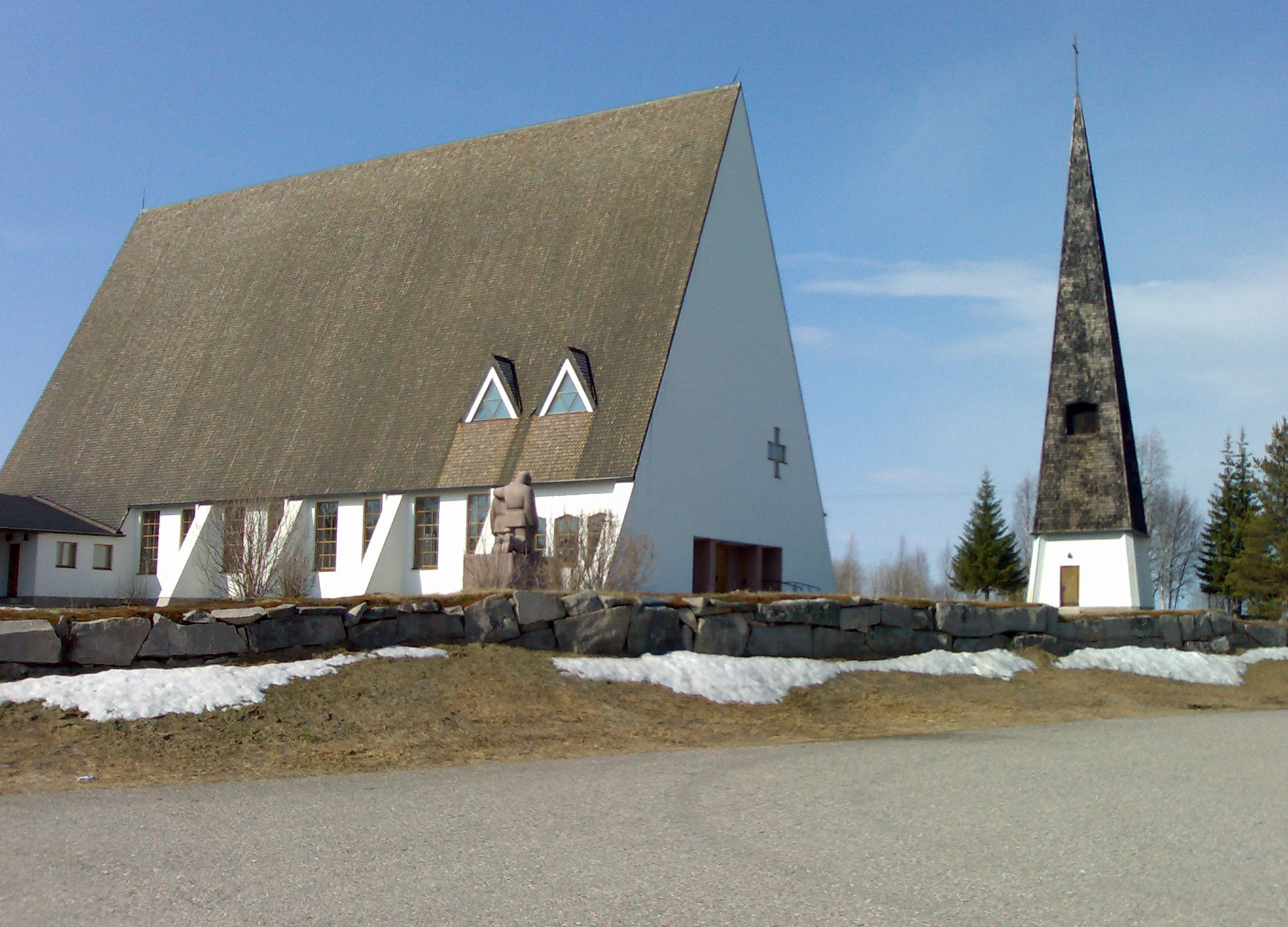
萨拉教堂

薩拉（芬蘭語：Salla）是芬蘭的市鎮，位於該國東北部，在拉普蘭區内，距離羅瓦涅米約150公里，始建於1857年，面積5,872平方公里，2013年人口4,048，人口密度為每平方公里0.71人。

## 外部連結
- 萨拉市镇官方网站 （页面存档备份，存于） （文）

66°49′51″N 28°40′12″E / 66.83097°N 28.66993°E